# Pseudestoloides
Pseudestoloides is een kevergeslacht uit de familie van de boktorren (Cerambycidae). De wetenschappelijke naam van het geslacht werd voor het eerst geldig gepubliceerd in 1961 door Breuning & Heyrovsky.

## Soorten
Pseudestoloides omvat de volgende soorten:
- Pseudestoloides affinis Martins & Galileo, 2009
- Pseudestoloides bingkirki Santos-Silva, Wappes & Galileo, 2018[3]
- Pseudestoloides costaricensis Breuning and Heyrovsky, 1961
- Pseudestoloides hiekei Breuning, 1974
- Pseudestoloides rubiginosa Martins & Galileo, 2009